# كتائب عبد الله عزام
كتائب الشهيد عبد الله عزام حزب مسلح ينتسب إلى الإسلام ويرى أنه يطبق تعاليمه بدأ عملياته العسكرية في سنة 2004 بثلاث تفجيرات في منتجع طابا وشاطئ نويبع المصريين.يستمد الحزب اسمه من القائد عبد الله عزام المتوفى سنة 1989.وهذا الحزب فرع من أصل تنظيم القاعدة في بلاد الشام وأرض الكنانة. ويتولى إصدار بيناته الإعلامية مركز الفجر للإعلام. وتتهم كتائب عبد الله عزام بتنفيذ العديد من الهجمات في لبنان والمنطقة، وبينها تفجيرات منتجعات طابا ونويبع وشرم الشيخ في مصر، وإطلاق صواريخ الكاتيوشا على إسرائيل في عدة مناسبات، وكذلك استهداف ناقلة نفط يابانية قرب سواحل الإمارات، وتفجير السفارة الإيرانية ببيروت في نوفمبر/تشرين الثاني 2013.

## النشاط
بدأت الكتائب نشاطها في مصر حيث ضربت في طابا ونويبع ثم أتبعتها بتفجير المنطقة التجارية في شرم الشيخ وللكتائب نشاط لافت على السواحل حيث كان وراء قصف بارجيتين أمريكيتين في ميناء العقبة سنة 2005 وفي يوم الإثنين 2 أغسطس 2010 قام عناصر من الكتائب بقصف مدينتي إيلات والعقبة بخمسة صواريخ غراد أودت بحياة مواطن أردني. وفي نفس اليوم أعلنت سرية يوسف العييري عن تفجير انتحاري قام به أيوب الطيشان ضد ناقلة نفط يابانية على متن الناقلة أمام السواحل الإماراتية دون أن يسبب التفجير أي تسرب أو إصابات بشرية، وأعتقد في بادئ الأمر أن العطب كان نتيجة هزة أرضية قبل أن تجزم السلطات الإماراتية بإنه عمل أرهابي.
وضعت الولايات المتحدة الاميركية «كتائب عبد الله عزام» على لائحة المنظمات الإرهابية في 24 /5/ 2012, وهذا يعني تجميد جميع ارصدتها وممتلكاتها على الأراضي الاميركية

## طالع
- تنظيم القاعدة في جزيرة العرب
- تنظيم القاعدة في بلاد الرافدين
- حركة الشباب المجاهدين
- دولة العراق الإسلامية
- الجماعة الليبية المقاتلة

## وصلات خارجية
أسرار اختراق أمن المنتجعات المصرية

## حواشٍ
1. ↑  حقائق عن كتائب عبد الله عزام | أخبار الشرق الأوسط | Reuters نسخة محفوظة 04 مارس 2016 على موقع واي باك مشين.
2. ↑  حصيلة انفجارات طابا 34 قتيلاً | دولية - صحيفة الوسط البحرينية - مملكة البحرين نسخة محفوظة 20 أغسطس 2015 على موقع واي باك مشين.
3. ↑  الحياة - جريدة الحياة: يومية سياسية عربية دولية مستقلة - الموقع الرسمي نسخة محفوظة 05 أغسطس 2010 على موقع واي باك مشين.
4. ↑  صحيفة 26سبتمبر- كتائب عبدالله عزام تتبنى هجوم العقبة نسخة محفوظة 04 فبراير 2016 على موقع واي باك مشين.
5. ↑  http://www.factjo.com/printable.aspx?id=18799%5Bوصلة+مكسورة%5D
6. ↑  ماجد الماجد.. أمير كتائب عبد الله عزام نسخة محفوظة 20 مارس 2014 على موقع واي باك مشين.
7. ↑  http://www.alyaum.com/issue/article.php?IN=13564&I=777670 نسخة محفوظة 2016-03-12 على موقع واي باك مشين.
8. ↑  الإمارات: الناقلة اليابانية تعرضت لـ″اعتداء إرهابي″ | سياسة واقتصاد | DW.COM | 06.08.2010 نسخة محفوظة 08 أغسطس 2010 على موقع واي باك مشين.